# Fábrica de Tecidos Carioba
Fábrica de Tecidos Carioba foi uma indústria têxtil sediada na cidade paulista de Americana. Fundada em 1875 pelo imigrante confederado William Pultney Ralston, associado aos irmãos fazendeiros Antonio e Augusto de Souza Queiroz, atingiu seu apogeu na administração da família Müller, ganhando projeção em todo país. A indústria foi comprada pelo Grupo JJ Abdalla em 1944 e encerrou suas atividades em 1976.
Foi a primeira indústria da cidade de Americana, sendo de importância fundamental para seu desenvolvimento econômico. Atualmente a região de Americana é a maior produtora de tecidos planos de fibras artificiais e sintéticas da América Latina, sendo responsável por 85% da produção brasileira nesse setor, empregando 30 mil pessoas em 600 tecelagens e 1,2 mil confecções.

## História

### Fundação
A Fábrica de Tecidos Carioba foi uma das primeira tecelagens paulistas, fundada em 1875 numa área da Fazenda Salto Grande. Foi fundada pelo engenheiro confederado William Pultney Ralston associado aos irmãos fazendeiros Antonio e Augusto de Souza Queiroz.
Em 1884, a tecelagem é adquirida pelos irmãos ingleses Clement e George Willmot, que a ampliaram, fazendo algumas melhorias, e iniciaram a construção da Vila Operária. Também foram eles que em 1889, a batizaram como Fábrica de Tecidos Carioba, palavra que em tupi significa "pano branco".
Após a abolição da escravatura, em 1888 os irmãos ingleses, que também eram proprietários da Fazenda Salto Grande, ficaram endividados com o Banco do Brasil, e acabaram falindo em 1896, passando a fábrica por um hiato de cinco anos, até ser leiloada em 1901.

### Administração da família Müller

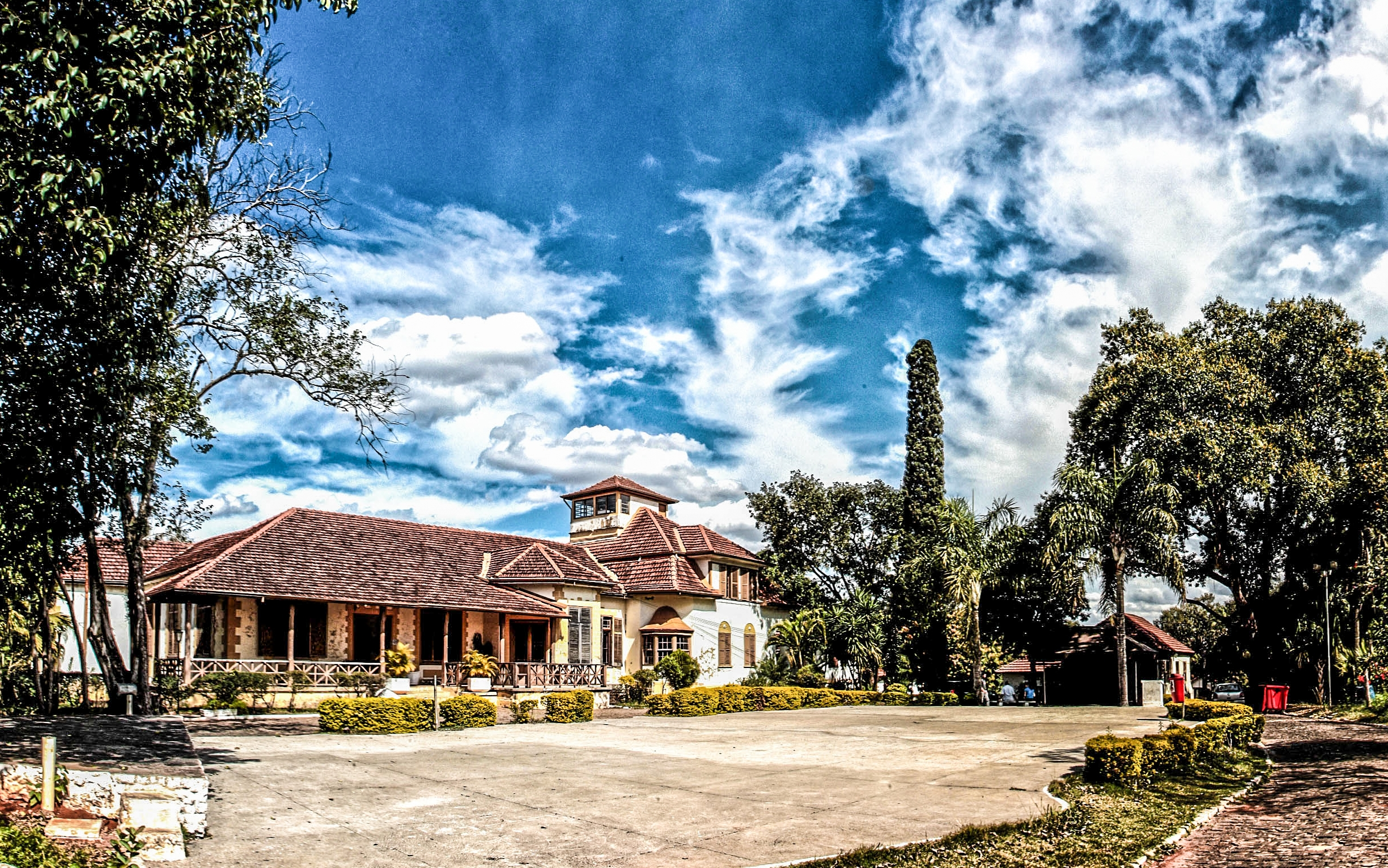
Casa de Cultura Hermann Muller

Em 1901 a fábrica é comprada pelo alemão Franz Muller, em associação com seu irmão Hermann Theodor, e com o capitalista inglês Rawlinson, e passa a ter como razão social Rawlinson Muller & Cia. A intenção inicial do Comendador Müller e de seus associados, era de recolocar a fábrica em funcionamento para em seguida vendê-la; mas especialmente o Comendador Müller ficou muito encantado com a beleza natural do lugar, situado na confluência do Rio Piracicaba com o Ribeirão Quilombo.
Então, em volta da casa sede, o Comendador manda construir casas para seus filhos, e lá se instala com toda sua família em 1902. Foram meses de árduo trabalho até a recuperação da fábrica. Além disso também ampliaram a Vila Operária dotando-a de toda infraestrutura necessária aos operários.
Com a necessidade de uma fonte de energia mais potente para expandir a fábrica, o Comendador compra em 1907 a Fazenda Salto Grande, onde constrói a Usina Hidrelétrica Salto Grande que fica pronta em 1911, fornecendo energia elétrica não apenas para a fábrica e os empregados, como também para a Vila Americana, Santa Bárbara, Sumaré, o então distrito de Nova Odessa e Cosmópolis. Foi nesse período que a família adotou o sobrenome Müller Carioba, oficializado na década de 1930.
A Vila Operária de Carioba era encantadora desde sua entrada. O famoso túnel de bambus, sombreado e acolhedor da estrada de acesso era o que primeiro se via. Lá foram construídas 287 casas para os empregados e suas famílias seguindo a arquitetura alemã. O esmero dos moradores com o jardim da frente e a horta dos fundos era uma exigência da administração. Havia luz elétrica, água encanada, esgoto, coleta de lixo. A água fervida na tinturaria passava por tratamento antes de ser despejada no rio. As ruas do bairro foram as primeiras do país a receber asfalto. Tinha escola para as crianças, biblioteca, igreja, açougue, padaria, farmácia, bares, restaurante, cinema, clube de regatas, campo de futebol, salão de danças, bandas de música, grupos de teatro. Tinha hotel e pista com hangar para aviões e o parque recreativo ficava aberto para o piquenique dos turistas. Os Müller acreditavam que era necessário um desenvolvimento harmônico entre o capital e o trabalho, isso se refletiu na infraestrutura da Vila Carioba.
Na Fazenda Salto Grande, a produção de algodão era integrada a fabricação do tecido, sendo um exemplo de industrialização vertical já no início do século XX. A tecelagem era conveniada ao Instituto Agronômico de Campinas, para o desenvolvimento de sementes de algodão, milho e feijão, e produzia feno para a pecuária de leite. Estes produtos eram usados também para o abastecimento da Vila Operária.
No ano de 1911 se estabeleceu junto à Fábrica de Tecidos Carioba um modelar estabelecimento de confecção de fitas de sedas com a razão social de Muller, Albert & Cia., sob a direção de Bruno von der Leyen, casado com Margarete Muller (Margarida von der Leyen), uma das filhas do Comendador Muller. Em 1924 teve sua razão social mudada para Cia Leyen - Tecelagem de Seda, e depois passou a ser denominada Tecelagem de Fitas e Elásticos Quilombo, quando da entrada de Henrique Muller, filho mais novo do Comendador, como sócio.
Em 1919 fabrica de Carioba produziu 7 milhões de metros quadrados de tecidos de algodão. Empregava, então, 720 operários, na maioria imigrantes italianos, que moravam em 215 casas; o número de empregados chegou a 2.000 em 1939. Em 1920 o Comendador Franz Müller falece e sua tarefa é continuada por seus filhos. Era tão querido e respeitado, que o busto dele foi encomendado pelos próprios operários. Este busto originalmente ficava na praça da Vila Carioba, hoje se encontra na praça que leva seu nome, no centro de Americana.
Seu filho Hermann Müller assumiu a gerência da fábrica, que graças a suas habilidades para o negócio, atingiu assombrosa prosperidade sob sua administração. Hermann também teve grande participação na vida política de Americana, sempre lutando pelo desenvolvimento da cidade.
A década de 1930 foi o auge do desenvolvimento de Carioba, que começou logo em seguida a sentir o aumento da concorrência. Nesta época eclode a Segunda Guerra Mundial e o Brasil entra em estado beligerante contra as nações do eixo. O governo getulista então, impõe restrições a todos os imigrantes e descendentes de italianos, japoneses e alemães. Com a concorrência cada vez maior, e dificuldades em conseguir empréstimos para continuar seu negócio, Hermann se vê obrigado a vender a fábrica.

### Administração da família Abdalla e o fim de Carioba

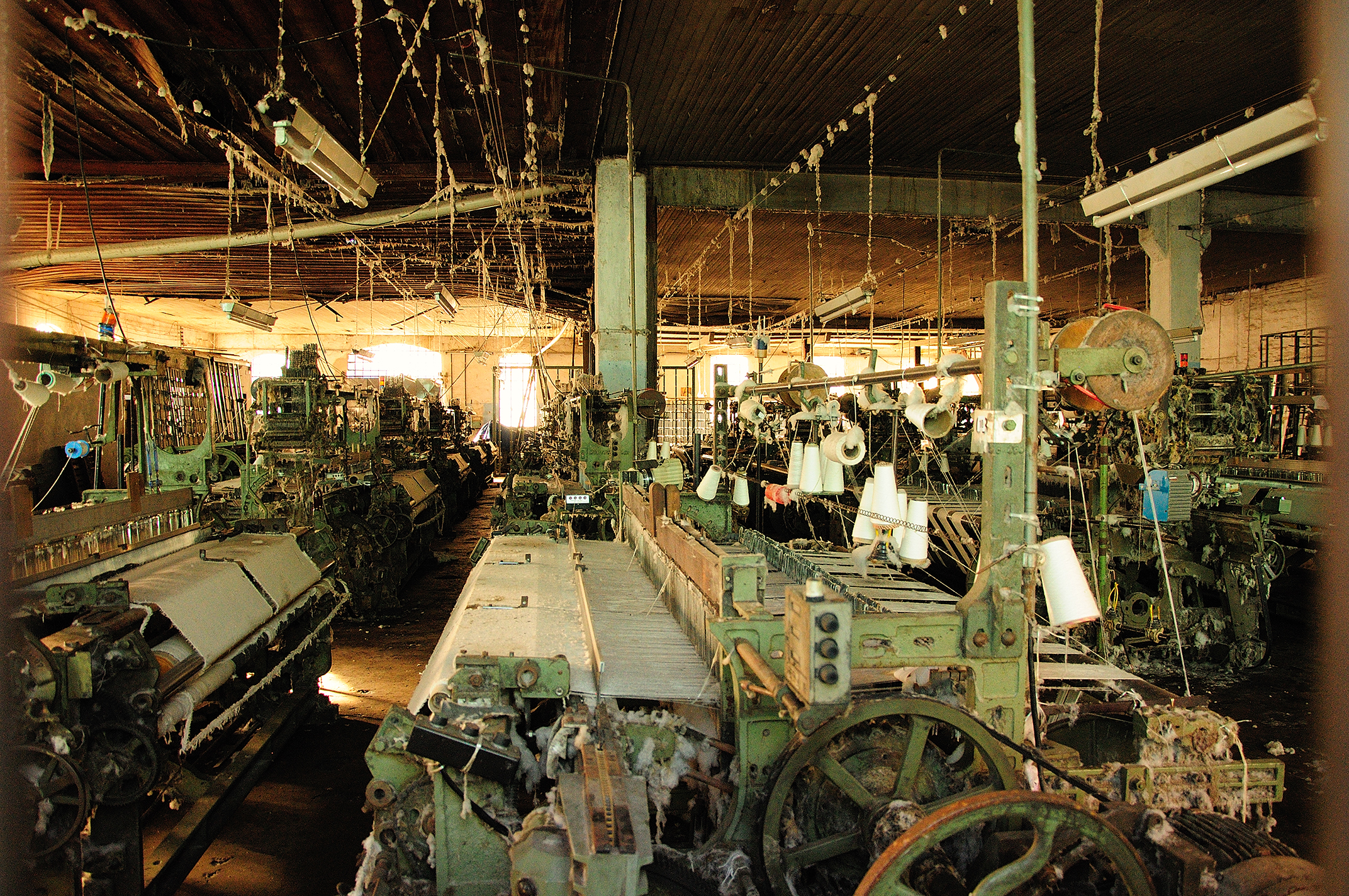
Interior da tecelagem

Em 1944, a indústria é comprada pelo Grupo JJ Abdalla. No início houve até uma expansão da fábrica e da Vila, mas os Abdalla também não conseguiram vencer a concorrência, e o declínio de Carioba se tornou inevitável. Com o crescimento de Americana, as pessoas foram pouco a pouco migrando para a cidade e abandonando a vila, ficando a fábrica com cada vez menos mão-de-obra especializada, além de inúmeras questões trabalhistas.
A década de 1970 foi marcada por greves, e a situação financeira da fábrica era tão ruim que o salário dos operários era pago em tecidos, que eles vendiam para sobreviver. Em 31 de dezembro de 1976 os teares da Fábrica de Tecidos Carioba funcionaram pela última vez. Um acordo com a Prefeitura de Americana permitiu conservar o patrimônio arquitetônico da fábrica, que foi dividida em 30 galpões dos quais atualmente quase todos são usados como locação de pequenas tecelagens.
A casa sede da Fazenda Salto Grande foi transformada no Museu Histórico e Pedagógico "Conselheiro João Carrão". O casarão dos Müller hoje abriga a Casa de Cultura "Hermann Müller".
Porém, o destino do Bairro Carioba foi mais cruel. No início da década de 1980, as casas do bairro acabaram derrubadas em dois meses por Juca Abdalla, filho de J.J. Abdalla, com a intenção de fazer o que quiser com elas. Hoje no lugar da pujante vila operária da década de 30 restaram somente alguns prédios, entre eles a Igreja de São João Batista de Carioba, todos tombados pelo Condephaat, e que são firme testemunha de um passado grandioso.
Em setembro de 1980 os acionistas do Grupo JJ Abdalla decidiram por unanimidade mudar a razão social da empresa de Fábrica de Tecidos Carioba S/A para Agro Imobiliária Jaguari S/A, sendo que José João Abdalla Filho adquiriu na mesma ocasião os 30% restantes das ações que estavam nas mãos de terceiros, ficando assim a família detentora da totalidade das ações da empresa.

## Proprietários
| Ano  | Razão social                    | Nome fantasia              | Proprietários                                                                |
| ---- | ------------------------------- | -------------------------- | ---------------------------------------------------------------------------- |
| 1875 | Queiroz & Ralston               | -                          | William Pultney Ralston, Antonio de Souza Queiroz e Augusto de Souza Queiroz |
| 1884 | Clement H. Willmot & Cia        | -                          | Clement Willmot e outros                                                     |
| 1889 | Jorge & Clement Willmot         | Fábrica de Tecidos Carioba | George Willmot e Clement Willmot                                             |
| 1901 | Rawlinson Muller & Cia          | Fábrica de Tecidos Carioba | Franz Müller, Hermann Theodor Müller e Rawlinson                             |
| -    | Muller Carioba & Cia            | Fábrica de Tecidos Carioba | Hermann Müller                                                               |
| 1944 | Fábrica de Tecidos Carioba S.A. | Fábrica de Tecidos Carioba | Grupo JJ Abdalla                                                             |